# Virtual Bart
Virtual Bart (рус. Виртуальный Барт) — мультиплатформенная видеоигра в жанре платформер, разработанная компанией Imagineering и изданная компаниями Acclaim и Ocean Software в 1994 и 1995 годах, сиквел игры The Simpsons: Bart's Nightmare, хотя геймплейно и сюжетно отличается от неё, в частности, в прохождении уровней, а также управлении героем.
Игра основана на мультсериале «Симпсоны» и использует схожее графическое оформление. Разработка игры началась после выхода серии «Another Simpsons Clip Show».

## Сюжет
Барт Симпсон, прохаживаясь по выставке «научных» проектов в своей школе, натыкается на странную машину под названием «Мыслескоп», с помощью которой он может попасть в один из нескольких виртуальных миров, которые придётся ему пройти, и участвовать в самых разных видах деятельности, таких как, например, быть гонщиком в будущем, метателем помидоров в настоящем или же забавным монстром каменного века.

## Геймплей
Всего в игре 6 виртуальных миров (уровней). Все они отличаются и геймплейно, и управлением, и общей целью главного героя. Формат самих миров в целом похож на игру The Simpsons: Bart's Nightmare, правда, в игре отсутствует так называемый центр мира (игрок может попасть в тот или иной мир, только полностью остановив Барта, и он его покинет только при условиях, что он пройдёт весь мир до конца или же полностью исчерпает весь выделенный лимит жизней). На экране выбора миров в самом верху есть также табло с продолжением (в виде мороженого) и картинка, отбирающая его (изображение «Весёлого Роджера»).
Также можно опробовать каждый мир, выбрав в меню «Практика» («Practice Area»).

## Виртуальные миры
- Dinosaur (рус. «Динозавр», иногда «Бартозавр»). Барт превращается в забавного монстрика, проживающего в эпоху каменного века. Здесь ему предстоит встретиться со всеми предками нынешних жителей Спрингфилда. В начале уровня его действие происходит у подножия горы, но потом оно перемещается в локус пещеры. В качестве оружия герой использует свой хвост, а также рычание (которое напоминает детский крик), кроме этого он может прыгать на своих врагов. В качестве босса выступают мистер Чарльз Монтгомери Бёрнс и его помощник Вэйлон Смитерс, а чуть позже — его отец, Гомер Симпсон и бармен Мо.
- Baby (рус. «Ребёнок», иногда «Детка-Барт»). Увидев в окне фургон с мороженым, маленький Барт отправляется на охоту. Передвигаясь по деревьям, затем по пруткам для сушки белья, герой начинает передвижение на воздушных шарах, а после и в коляске. Против него соревнуются ещё двое хулиганов в люльках: Джимбо Джонс и Керни (те же личности позднее появятся в мире Post-Apocalypse). После небольших прыжков по шарам Барт попадает в цирк. Здесь его задача — передвигаясь по перекладинам, перелетая через кольца, прыгая на батут, запрыгнуть в пушку, которая и запустит героя в нужную цель. Главная задача игрока — не дать упасть Барту на землю, иначе игрок моментально потеряет целую жизнь. Только на этом уровне у игрока есть возможность набрать много жизней: перед походом в цирк, перепрыгнув влево, по стволам деревьев, герою доступны сразу две жизни.
- Pig (рус. «Свинья», варианты: «Хряк», «Свинобарт», «Хрюшка-Барт»). Барт теперь в образе одной из сбежавших свиней, где ему предстоит спасти всех братьев-свиней. В качестве врагов выступают клоуны и корпоративные головорезы. После победы над владельцами завода, конец уровня возможен только после полного освобождения всех пленных свиней.
- Water Slide (рус. «Водная горка», варианты: «Водяное скольжение», «Аквапарк»). Барт путешествует по системе труб в аквапарке вместе со всеми жителями города, при этом они являются препятствиями. Большое неудобство при перемещении игроку доставляет различный мусор, который иногда может становиться и полезным (например, доска для сёрфинга). Хотя путь и показан на экране, в действительности герою нужно пройти несколько маршрутов. На поворотах встречается два варианта, конечный из которых может быть правильным, но в то же время, есть возможность быть откинутым назад, попасть в пасть Льва (который может как и выплюнуть Барта, что окажется спасением, так и проглотить), либо упасть в пропасть.

Барт ездит на мотоцикле по развалинам Спрингфилда на уровне «Постапокалипсис». Кадр из Sega Mega Drive/Genesis

- Vandal (рус. «Вандал», варианты: «Хулиган», «Школьное фото»). Перед съёмкой герой спрятался в укрытие и, запасшись помидорами, должен расстрелять всех своих одноклассников, не трогая при этом директора (хотя если он остановится и опустится с целью застегнуть ботинки, есть возможность попасть ему по заднице), учительницу, садовника Вилли и шерифа. Полем и дистанцией для обстрела служит главная аллея школы. Далее игрок должен проделать процедуру повторно, теперь уже используя яйца.
- Post-Apocalypse (рус. «Постапокалипсис»). После аварии на АЭС, герой отправляется в путешествие до постапокалиптического Спрингфилда на мотоцикле. Путь сам лежит через череду преград, длинной в 10 миль, по пути ему препятствуют повзрослевшие хулиганы Джимбо Джонс и Керни. Барт может их или отталкивать в сторону, или же швырять в них шары с водой, однако, с новой милей они снова наступают. Также препятствуют школьный автобус, который объехать игроку оказывается не так уж и просто, а также белки и кости зверей.